# Sénasso
Sénasso est une commune rurale située dans le département de Sindo de la province de Kénédougou dans la région des Hauts-Bassins au Burkina Faso.

## Géographie
Sénasso se trouve à 10 km au nord-est de Sindo.

## Santé et éducation
Le centre de soins le plus proche de Sénasso est le centre de santé et de promotion sociale (CSPS) de Bléni.